# Boston-Marathon 1987
Der Boston-Marathon 1987 war die 91. Ausgabe der jährlich stattfindenden Laufveranstaltung in Boston, Vereinigte Staaten. Der Marathon fand am 20. April 1987 statt.
Bei den Männern gewann Toshihiko Seko in 2:11:50 h und bei den Frauen Rosa Mota in 2:25:21 h.

## Ergebnisse

### Männer
| Platz | Athlet             | Land                   | Zeit (h) |
| ----- | ------------------ | ---------------------- | -------- |
| 01    | Toshihiko Seko     | Japan                  | 2:11:50  |
| 02    | Steve Jones        | Vereinigtes Königreich | 2:12:37  |
| 03    | Geoff Smith        | Vereinigtes Königreich | 2:12:42  |
| 04    | David Gordon       | Vereinigte Staaten     | 2:13:30  |
| 05    | Tomoyuki Taniguchi | Japan                  | 2:13:40  |
| 06    | Robert de Castella | Australien             | 2:14:24  |
| 07    | Dirk Vanderherten  | Belgien                | 2:15:02  |
| 08    | Eddy Hellebuyck    | Belgien                | 2:15:16  |
| 09    | Hideki Kita        | Japan                  | 2:15:23  |
| 10    | Ken Martin         | Vereinigte Staaten     | 2:15:41  |

### Frauen
| Platz | Athletin               | Land               | Zeit (h) |
| ----- | ---------------------- | ------------------ | -------- |
| 01    | Rosa Mota              | Portugal           | 2:25:21  |
| 02    | Agnes Pardaens         | Belgien            | 2:29:50  |
| 03    | Ria Van Landeghem      | Belgien            | 2:29:56  |
| 04    | Odette Lapierre        | Kanada             | 2:31:36  |
| 05    | Sinikka Keskitalo      | Finnland           | 2:33:58  |
| 06    | Evy Palm               | Schweden           | 2:36:24  |
| 07    | Ellen Rochefort        | Kanada             | 2:36:42  |
| 08    | Leatrice Hayer         | Vereinigte Staaten | 2:37:58  |
| 09    | Jacqueline Gareau      | Kanada             | 2:40:40  |
| 10    | Lisa Larsen Weidenbach | Vereinigte Staaten | 2:43:06  |